# Интеллигибельность
Интеллиги́бельность (от лат. intelligibilis — понятный, чёткий, постижимый умом) — философский термин, обозначающий познание, а более точно, постижение, доступное исключительно уму или интеллектуальной интуиции. Понятие интеллигибельность в некоторых системах идеалистической философии обозначает сверхприродные, сверхчувственные предметы, сущности.
Термин «интеллигибельность» создаёт пару понятию «сенсибельность», то есть противоположен чувственному познанию.

## Античность
Впервые разделение предметов познания на интеллигибельные (intelligibilis) и сенсибельные (sensibilis) даёт Платон. Под интеллигибельностью он понимал мир идей, то есть мир интеллектуальных сущностей, которые можно усмотреть и постигнуть лишь только при помощи ума. Интеллигибельный предмет — это и есть идея. Такую трактовку разработал в своей философии Платон и она утвердилась вплоть до сегодняшнего дня.
Свойства интеллигибельного предмета (идеи): тождественность, нерождённость и неуничтожимость.
Свойства сенсибельного предмета (вещи): изменчивость.

## Средние века
В схоластике под интеллигибельностью понимают общие сущности (универсалии).
Зачастую под ними понимали пять предикабилий Аристотеля: род, вид, определение, собственное, привходящее.
Выделяют два вида интеллигибельности:
- Эссенциальную интеллигибельность — познание идей напрямую, непосредственно умом.
- Акциденциальную интеллигибельность — познание идей опосредованно, через те качества и свойства, в которых идея проявляется.

## Немецкая классика
Кант развивает идею интеллигибельности как идею ноумена, т. н. «вещь-в-себе», которая дана только в разуме, но которую невозможно познавать чувственным, эмпирическим способом, которую можно только мыслить, но не познавать.
- Познание интеллегибельных объектов происходит трансцендентным путём — путём, берущим начало исключительно в человеческом разуме, заканчиваясь также в нём.
- Познание сенсибельных объектов происходит имманентным путём — путём, не выходящим (не трансцендирующим) из сферы опыта.